# سامسونگ اس‌سی‌اچ-آر۸۱۰
سامسونگ اس‌سی‌اچ-آر۸۱۰

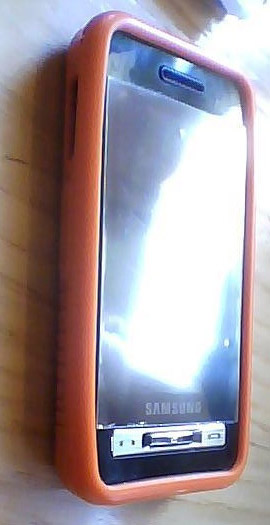
سامسونگ اس‌سی‌اچ-آر۸۱۰ با کاور نارنجی

سامسونگ اس‌سی‌اچ-آر۸۱۰ یک‌نمونه از گوشی‌های تلفن همراه سری R شرکت سامسونگ می‌باشد که توسط همین شرکت به بازار عرضه شده‌است.